# دیابت نوع ۲
دیابت نوع ۲, که در گذشته به عنوان دیابت بزرگسالان شناخته می‌شد، نوعی دیابت است که با قند خون بالا، مقاومت به انسولین و کمبود نسبی انسولین مشخص می‌شود. علائم شایع عبارتند از افزایش تشنگی، تکرر ادرار، خستگی و کاهش وزن غیرقابل توضیح. علائم همچنین ممکن است شامل افزایش گرسنگی، خواب‌رفتگی و زخم‌هایی باشند که بهبود نمی‌یابند. اغلب علائم به آرامی ظاهر می‌شوند. عوارض طولانی‌مدت قند خون بالا عبارتند از بیماری قلبی، سکته مغزی، رتینوپاتی دیابتی (آسیب شبکیه چشم ناشی از قند خون بالا) که می‌تواند منجر به کاهش بینایی، نارسایی کلیه، و جریان خون ضعیف در اندام‌ها شود و گاهی به قطع عضو می‌انجامد. شروع ناگهانی حالت هیپرگلیسمی هیپراسمولار (غلظت بالای قند خون) ممکن است رخ دهد. با این حال، کتواسیدوز (وجود کتون بادی‌ها و اسید در خون) غیرشایع است.
Type دیابت نوع ۲ در درجه اول در نتیجه چاقی و عدم ورزش رخ می‌دهد. برخی از افراد از نظر ژنتیکی بیشتر از دیگران در معرض خطر ابتلا به آن هستند.
دیابت نوع ۲ حدود ۹۰ درصد موارد دیابت را تشکیل می‌دهد و ۱۰ درصد دیگر عمدتاً به دلیل دیابت نوع ۱ و دیابت بارداری است.در دیابت نوع ۱، سطح کل انسولین پایین‌تری برای کنترل گلوکز خون وجود دارد که به دلیل از دست دادن سلول‌های بتا تولیدکننده انسولین در لوزالمعده ناشی از بیماری‌های خودایمنی رخ می‌دهد. تشخیص دیابت با آزمایش‌های خونی مانند گلوکز پلاسما ناشتا، آزمایش تحمل گلوکز خوراکی یا هموگلوبین گلیکوزیله (A1C) صورت می‌گیرد.
دیابت نوع ۲ تا حد زیادی با حفظ وزن طبیعی، ورزش منظم و مصرف یک رژیم غذایی سالم (با میوه‌ها و سبزیجات بالا و قند و چربی‌های اشباع کم) قابل پیشگیری است. درمان شامل ورزش و تغییرات رژیم غذایی است. اگر سطح قند خون به اندازه کافی کاهش نیابد، معمولاً داروی متفورمین توصیه می‌شود. بسیاری از بیماران ممکن است در نهایت نیاز به تزریق انسولین نیز داشته باشند. در افرادی که انسولین مصرف می‌کنند، بررسی منظم سطح قند خون (مانند پایش مداوم گلوکز) توصیه می‌شود. با این حال، این کار ممکن است در کسانی که تحت درمان با انسولین نیستند، مورد نیاز نباشد.جراحی چاقی اغلب دیابت را در افراد چاق بهبود می‌بخشد.
نرخ دیابت نوع ۲ از سال ۱۹۶۰ به موازات چاقی به‌طور قابل توجهی افزایش یافته است. در سال ۲۰۱۵ تقریباً ۳۹۲ میلیون نفر با این بیماری تشخیص داده شدند در حالی که در سال ۱۹۸۵ این تعداد حدود ۳۰ میلیون نفر بود. دیابت نوع ۲ معمولاً در سنین میانی یا بالاتر شروع می‌شود، اگرچه میزان دیابت نوع ۲ در افراد جوان در حال افزایش است. دیابت نوع ۲ با امید به زندگی ۱۰ ساله کمتر مرتبط است. دیابت یکی از نخستین بیماری‌هایی بود که تا به حال شرح داده شده و قدمت آن به نسخه خطی مصری ۱۵۰۰ سال قبل میلاد برمی‌گردد. اهمیت انسولین در این بیماری در دهه ۱۹۲۰ مشخص شد.

## علائم و نشانه‌ها

مروری بر مهم‌ترین علائم دیابت

علائم کلاسیک دیابت عبارتند از تکرر ادرار، افزایش تشنگی، افزایش گرسنگی، و کاهش وزن. علائم دیگری که معمولاً هنگام تشخیص وجود دارند، عبارتند از: سابقه تاری دید، خارش، نوروپاتی محیطی (آسیب اعصاب محیطی)، عفونت‌های مکرر واژن و خستگی. از دست دادن حس چشایی نیز ممکن است دیده شود. با این حال، بسیاری از افراد در چند سال اول هیچ علامتی ندارند و در آزمایش‌های معمول تشخیص داده می‌شوند.تعداد کمی از افراد مبتلا به دیابت نوع ۲ ممکن است به حالت هیپرگلیسمی هیپراسمولار (وضعیت قند خون بسیار بالا مرتبط با کاهش سطح هوشیاری و فشار خون پایین) مبتلا شوند.

### عوارض
دیابت نوع ۲ معمولاً یک بیماری مزمن است که ممکن است طول عمر را تا ۱۰ سال کوتاه‌تر کند. این تا حدی به دلیل تعدادی از عوارض است که با آن مرتبط است، از جمله: دو تا چهار برابر شدن خطر ابتلا به بیماری‌های قلبی‌عروقی، از جمله بیماری ایسکمیک قلبی و سکته مغزی، افزایش ۲۰ برابری قطع عضو اندام تحتانی و افزایش میزان بستری شدن در بیمارستان. در کشورهای توسعه‌یافته و به‌طور فزاینده‌ای در نقاط دیگر، دیابت نوع ۲ بزرگ‌ترین علت نابینایی غیرتروماتیک (غیر ضربه‌ای) و نارسایی کلیه به حساب می‌آید. همچنین با افزایش خطر اختلال عملکرد شناختی و زوال عقل از طریق فرآیندهای بیماری مانند بیماری آلزایمر و زوال عقل عروقی مرتبط است. دیگر عوارض عبارتند از پرپیگمانتاسیون پوست (افزایش رنگدانه‌های سیاه در پوست) (آکانتوز نیگریکانس)، اختلال عملکرد جنسی، و عفونت‌های مکرر. همچنین ارتباطی بین دیابت نوع ۲ و کاهش شنوایی خفیف وجود دارد.

## علل
ایجاد دیابت نوع ۲ ناشی از ترکیبی از سبک زندگی و عوامل ژنتیکی است. در حالی که برخی از این عوامل مانند رژیم غذایی و چاقی تحت کنترل شخصی هستند، دیگر عوامل مانند افزایش سن، جنسیت زن و ژنتیک تحت کنترل نیستند. در بسیاری از مناطق آفریقا چاقی در زنان بیشتر از مردان است. وضعیت تغذیه مادر در طول رشد جنین نیز ممکن است نقش داشته باشد. یکی از مکانیسم‌های پیشنهادی متیلاسیون دی‌ان‌ای است. باکتری‌های روده‌ای پروتلا کوپری و باکتریوئیدهای ولگاتوس با دیابت نوع ۲ مرتبط است.

### سبک زندگی
عوامل سبک زندگی برای ایجاد دیابت نوع ۲ مهم هستند، از جمله چاقی و اضافه وزن (تعریف‌شده با شاخص توده بدنی بیشتر از ۲۵)، عدم فعالیت بدنی، رژیم غذایی نامناسب، استرس روانی، و شهرنشینی. چربی اضافی بدن با ۳۰ درصد موارد در افراد چینی و ژاپنی، ۶۰ تا ۸۰ درصد موارد در نژاد اروپایی و آفریقایی، و ۱۰۰ درصد موارد در سرخپوستان پیما و جزایر اقیانوس آرام مرتبط است. در میان کسانی که چاق نیستند، نسبت بالای اندازه دور کمر به باسن اغلب دیده می‌شود. به نظر می‌رسد سیگار کشیدن خطر ابتلا به دیابت نوع ۲ را افزایش می‌دهد. کمبود خواب نیز با دیابت نوع ۲ مرتبط است. مطالعات آزمایشگاهی کمبود خواب را با تغییرات در متابولیسم گلوکز، فعالیت سیستم عصبی یا عوامل هورمونی که ممکن است منجر به دیابت شوند، مرتبط دانسته‌اند.
عوامل غذایی نیز بر خطر ابتلا به دیابت نوع ۲ تأثیر می‌گذارند. مصرف بیش از حد نوشیدنی‌های شیرین‌شده با قند با افزایش خطر مرتبط است. نوع چربی در رژیم غذایی مهم است، به طوری که چربی‌های اشباع و اسیدهای چرب ترانس خطر را افزایش می‌دهند و چربی‌های غیر اشباع چندگانه و تک غیراشباع خطر را کاهش می‌دهند. به نظر می‌رسد خوردن مصرف زیاد برنج سفید نیز در افزایش خطر نقش دارد. اعتقاد بر این است که ورزش نکردن باعث بروز ۷ درصد موارد می‌شود. آلاینده‌های آلی پایدار نیز ممکن است در این زمینه نقش داشته باشند.

### ژنتیک
بیشتر موارد دیابت شامل ژنهای زیادی می‌شود که هر کدام سهم کوچکی در افزایش احتمال ابتلا به دیابت نوع ۲ دارند. نسبت دیابت ارثی ۷۲ درصد تخمین زده می‌شود. بیش از ۳۶ ژن و ۸۰ پلی‌مورفیسم تک‌نوکلئوتیدی (SNPs) یافت شده که در خطر ابتلا به دیابت نوع ۲ نقش دارند. همه این ژن‌ها با هم هنوز فقط ۱۰ درصد از کل جزء ارثی بیماری را تشکیل می‌دهند. به عنوان مثال، الل TCF7L2 خطر ابتلا به دیابت را ۱٫۵ برابر افزایش می‌دهد و بزرگ‌ترین خطر را بین انواع ژنتیکی رایج تشکیل می‌دهد. بیشتر ژن‌های مرتبط با دیابت در عملکرد سلول‌های بتا پانکراس نقش دارند
تعدادی از موارد نادر دیابت وجود دارند که به دلیل ناهنجاری در یک ژن منفرد (معروف به اشکال تک‌ژنی دیابت یا «دیگر انواع خاص دیابت») ایجاد می‌شوند. اینها شامل دیابت شروع بلوغ در جوانان (MODY), سندرم دونوهو، و سندرم رابسون-مندنهال و غیره است. بروز دیابت با شروع بلوغ در جوانان، ۱–۵ درصد از کل موارد دیابت را در جوانان تشکیل می‌دهد.

### اپی‌ژنتیک (روی ژنتیک)
تنظیم اپی‌ژنتیکی (روی ژنتیک) در سطوح متعددی از جمله (۱) متیلاسیون مستقیم باقیمانده‌های سیتوزین و آدنین در دی‌ان‌ای، (۲) اصلاح کووالانسی پروتئین‌های هیستون در کروماتین، و (۳) عملکرد ریزآران‌ای‌های غیر کدکننده (برای مثال‌های دیگر، مقاله ویکی‌پدیا «اپی ژنتیک را ببینید») دیده می‌شود. در ۱۷ تا ۱۹ نوامبر ۲۰۱۷، انجمن دیابت آمریکا سمپوزیوم تحقیقاتی را با عنوان «اپی‌ژنتیک و اپی‌ژنومیک: پیامدهای دیابت و چاقی» برگزار کرد. در نتیجه این سمپوزیوم، مروری بر وضعیت این رشته به نگارش درآمد که در آن اشاره شد بیش از ۱۰۰۰ مقاله تحقیقاتی منتشر شده که به تلاقی دیابت و اپی‌ژنتیک یا اپی‌ژنومیک می‌پردازند. وضعیت فعلی دانش در این زمینه در مقاله ویکی‌پدیا تحت عنوان «اپی‌ژنتیک دیابت نوع ۲» توضیح داده شده است.

### بیماری‌ها
تعدادی از داروها و بعضی بیماری وجود دارند که می‌توانند مستعد ابتلا به دیابت باشند. برخی از داروها عبارتند از: گلوکوکورتیکوئیدها، تیازیدها، مسدودکننده‌های بتا، آنتی‌سایکوتیک‌های آتیپیک، و استاتین‌ها. کسانی که قبلاً دیابت بارداری داشته‌اند، در معرض خطر بیشتری برای ابتلا به دیابت نوع ۲ قرار دارند. دیگر مشکلات سلامت که مرتبط هستند عبارتند از: آکرومگالی (بزرگی جمجمه)، سندرم کوشینگ (مجموعه‌ای از علامت‌های پرکاری آدرنال)، پرکاری تیروئید، فئوکروموسیتوم (پرکاری بخش قشری آدرنال)، و برخی سرطان‌ها مانند گلوکاگونوم (تومور سلول‌های بتای پانکراس). افراد مبتلا به سرطان در صورت ابتلا به دیابت ممکن است در معرض خطر بیشتری برای مرگ و میر باشند.کمبود تستوسترون (هورمون جنسی مردانه) نیز با بروز دیابت نوع ۲ مرتبط است. اختلالات خوردن نیز ممکن است با دیابت نوع ۲ تداخل داشته باشند، به‌طوریکه پرخوری عصبی خطر را افزایش داده و بی‌اشتهایی عصبی آن را کاهش می‌دهد.

## پاتوفیزیولوژی
دیابت نوع ۲ به دلیل تولید ناکافی انسولین از سلول‌های بتا در شرایط مقاومت به انسولین رخ می‌دهد. مقاومت به انسولین، که ناتوانی سلول‌ها در پاسخگویی کافی به سطوح طبیعی انسولین است، عمدتاً در عضلات، کبد و بافت چربی ایجاد می‌شود. در کبد، انسولین به‌طور معمول ترشح گلوکز را سرکوب می‌کند. با این حال، در شرایط مقاومت به انسولین، کبد به‌طور نامناسبی گلوکز را در خون آزاد می‌کند. نسبت مقاومت به انسولین در مقابل اختلال عملکرد سلول‌های بتا در افراد متفاوت است، برخی از آنها عمدتاً مقاومت به انسولین داشته و فقط نقص جزئی را در ترشح انسولین نشان می‌دهند و برخی دیگر با مقاومت خفیف به انسولین و در درجه اول کمبود ترشح انسولین تظاهر می‌یابند.
دیگر مکانیسم‌های بالقوه مهم مرتبط با دیابت نوع ۲ و مقاومت به انسولین عبارتند از: افزایش تجزیه لیپیدها در سلول‌های چربی، مقاومت به اینکرتین و کمبود آن، سطوح بالای گلوکاگون در خون، افزایش احتباس نمک و آب توسط کلیه‌ها و تنظیم نامناسب متابولیسم توسط سیستم عصبی مرکزی. با این حال، همه افراد مبتلا به مقاومت به انسولین به دیابت مبتلا نمی‌شوند زیرا اختلال در ترشح انسولین توسط سلول‌های بتای پانکراس نیز مورد نیاز است.
در مراحل اولیه مقاومت به انسولین، توده سلول‌های بتا منبسط شده و برون‌داد انسولین را برای جبران عدم حساسیت به انسولین افزایش می‌دهند. اما وقتی دیابت نوع ۲ آشکار شد، یک دیابتی نوع ۲ حدود نیمی از سلول‌های بتا خود را از دست می‌دهد.
اسیدهای چرب موجود در سلول‌های بتا، FOXO1 را فعال کرده و در نتیجه سلول‌های بتا دچار آپوپتوز (مرگ برنامه‌ریزی یاخته) می‌شوند.
علل مقاومت به انسولین مرتبط با افزایش سن که در چاقی و دیابت نوع ۲ مشاهده می‌شود، نامشخص است. اثرات متابولیسم لیپید درون‌سلولی و تولید ATP در سلول‌های کبد و ماهیچه ممکن است به مقاومت به انسولین کمک کنند. در این میان، ژنی به نام Dusp8 با افزایش خطر ابتلا به دیابت مرتبط است. شواهد جدید همچنین به نقش ناحیه ای از مغز به نام هیپوتالاموس در ایجاد مقاومت به انسولین اشاره می‌کند. نخست، ژنی به نام فسفاتاز اختصاصی دوگانه با افزایش خطر ابتلا به دیابت مرتبط است. این ژن پروتئینی را کد می‌کند که سیگنال‌های عصبی را در هیپوتالاموس تنظیم می‌کند. همچنین، تزریق هورمونی به نام لپتین به هیپوتالاموس، قند خون را عادی کرده و مقاومت به انسولین را در حیوانات دیابتی کاهش می‌دهد. فعال شدن سلول‌های هیپوتالاموس توسط لپتین نقش مهمی در حفظ سطوح طبیعی گلوکز خون دارد؛ بنابراین، هم سلول‌های غدد درون‌ریز پانکراس و هم سلول‌های هیپوتالاموس ممکن است نقشی در علت دیابت نوع ۲ داشته باشند.
سلول‌های هیپوتالاموس، گلوکز خون را از طریق پیش‌بینی به سیستم عصبی خودمختار تنظیم می‌کنند. عصب‌دهی خودکار سلول‌های کبد و ماهیچه باعث افزایش جذب گلوکز می‌شود. در فرد مبتلا به دیابت، کنترل گلوکز خون توسط سیستم عصبی خودمختار غیرطبیعی است. نورون‌های حساس به لپتین و تنظیم‌کننده گلوکز در طول پیری یا در طول قرار گرفتن در معرض رژیم غذایی پرچرب نسبت به لپتین مقاوم می‌شوند. این نورون‌های مقاوم به لپتین نمی‌توانند مصرف غذا، چاقی و گلوکز خون را مهار کنند. دلایل این کاهش پاسخ‌دهی به لپتین نامشخص است و بخشی از پازل علل دیابت نوع ۲ به حساب می‌آید.
سطح گلوکز خون را نیز می‌توان در جوندگان دیابتی با یک انفوزیون (تزریق) داخل هیپوتالامیک فاکتور رشد فیبروبلاست ۱ (FGF1) طبیعی کرد، اثری که برای ماه‌ها حتی در حیوانات مبتلا به دیابت شدید باقی می‌ماند. این درمان قابل توجه دیابت با تحریک سلول‌های جانبی مغز به نام آستروسیت‌ها انجام می‌شود. آستروسیت‌های هیپوتالاموسی که پروتئین اتصال‌دهنده اسید چرب ۷ (FABP7) را تولید می‌کنند، هدف FGF1 هستند. این سلول‌ها همچنین در تماس نزدیک با نورون‌های حساس به لپتین قرار دارند، بر عملکرد آنها تأثیر گذاشته و حساسیت لپتین را تنظیم می‌کنند. بنابراین، عملکرد غیرطبیعی آستروسیت‌های FABP7+ ممکن است به مقاومت در برابر لپتین و انسولین کمک کند که در طول پیری و هنگام قرار گرفتن در معرض رژیم‌های غذایی پرچرب ظاهر می‌شوند.
در طول پیری، آستروسیت‌های FABP7+ گرانول‌های سیتوپلاسمی تولید می‌کنند که از میتوکندری‌های در حال تخریب به دست می‌آیند. این انحطاط میتوکندری تا حدی به دلیل استرس اکسیداتیو مقادیر زیاد اسیدهای چرب است که توسط این سلول‌ها جذب شده و داخل میتوکندری اکسید می‌شود، و در نهایت به ناهنجاری در کنترل قند خون توسط هیپوتالاموس منجر می‌شود. انحطاط پاتولوژیک میتوکندری در این سلول‌ها ممکن است عملکرد طبیعی آنها را به خطر بیندازد و به ناهنجاری در کنترل قند خون توسط هیپوتالاموس کمک کند..

## تشخیص
| وضعیت                | گلوکز ۲ ساعته   | گلوکز ۲ ساعته      | گلوکز ناشتا     | گلوکز ناشتا        | HbA1c          | HbA1c   |
| -------------------- | --------------- | ------------------ | --------------- | ------------------ | -------------- | ------- |
| واحد                 | میلی‌مول در لیتر | میلی‌گرم در دسی‌لیتر | میلی‌مول در لیتر | میلی‌گرم در دسی‌لیتر | میلی‌مول در مول | DCCT %  |
| طبیعی                | < ۷٫۸           | < ۱۴۰              | < ۶٫۱           | < ۱۱۰              | < ۴۲           | < ۶٫۰   |
| اختلال قند ناشتا     | < ۷٫۸           | < ۱۴۰              | ۶٫۱–۷٫۰         | ۱۱۰–۱۲۵            | ۴۲–۴۶          | ۶٫۰–۶٫۴ |
| اختلال در تحمل گلوکز | ≥ ۷٫۸           | ≥ ۱۴۰              | < ۷٫۰           | < ۱۲۶              | ۴۲–۴۶          | ۶٫۰–۶٫۴ |
| دیابت                | ≥ ۱۱٫۱          | ≥ ۲۰۰              | ≥ ۷٫۰           | ≥ ۱۲۶              | ≥ ۴۸           | ≥ ۶٫۵   |

تعریف سازمان جهانی بهداشت از دیابت (هم نوع ۱ و هم نوع ۲) برای یک افزایش قند خون با علائم است، در غیر این صورت مقادیر افزایش‌یافته در دو نوبت، از یکی از موارد زیر است:
- گلوکز پلاسما ناشتا ≥ ۷٫۰ میلی‌مول در لیتر (۱۲۶ میلی‌گرم در دسی‌لیتر)

یا
- با آزمایش تحمل گلوکز، دو ساعت پس از مصرف دوز خوراکی، گلوکز پلاسما ≥ ۱۱٫۱میلی‌مول در لیتر (۲۰۰ میلی‌گرم در دسی‌لیتر)

قند خون تصادفی بیش از ۱۱٫۱ میلی‌مول در لیتر (۲۰۰ میلی‌گرم در دسی‌لیتر) همراه با علائم معمولی یا هموگلوبین گلیکوزیله (HbA1c) ≥ ۴۸ میلی‌مول در مول (≥ ۶٫۵ درصد DCCT) روش دیگری برای تشخیص دیابت است. در سال ۲۰۰۹ یک کمیته بین‌المللی متخصص شامل نمایندگان انجمن دیابت آمریکا (ADA)، فدراسیون بین‌المللی دیابت (IDF) و انجمن اروپایی برای مطالعه دیابت (EASD) توصیه کرد که آستانه ≥ ۴۸ میلی‌مول در مول (≥ ۶٫۵ درصد DCCT) باید برای تشخیص دیابت استفاده شود. این توصیه توسط انجمن دیابت آمریکا در سال ۲۰۱۰ پذیرفته شد. آزمایش‌ها مثبت باید تکرار شوند مگر اینکه فرد با علائم معمول و قند خون >۱۱٫۱میلی‌مول در لیتر (> ۲۰۰ میلی‌گرم در دسی‌لیتر) مراجعه کند.
|                              | دیابت شیرین             | پیش‌دیابت                   |
| ---------------------------- | ----------------------- | -------------------------- |
| HbA1c                        | ≥۶٫۵٪                   | ۵٫۷–۶٫۴٪                   |
| گلوکز ناشتا                  | ≥۱۲۶ میلی‌گرم در دسی‌لیتر | ۱۰۰–۱۲۵ میلی‌گرم در دسی‌لیتر |
| ۲ ساعت گلوکز                 | ≥۲۰۰ میلی‌گرم در دسی‌لیتر | ۱۴۰–۱۹۹ میلی‌گرم در دسی‌لیتر |
| گلوکز تصادفی با علائم کلاسیک | ≥۲۰۰ میلی‌گرم در دسی‌لیتر | در دسترس نیست              |

آستانه تشخیص دیابت بر اساس رابطه بین نتایج آزمایش‌های تحمل گلوکز، گلوکز ناشتا یا HbA1c و عوارضی مانند مشکلات شبکیه است. قند خون ناشتا یا تصادفی بر آزمایش تحمل گلوکز ترجیح داده می‌شود، زیرا انجام آن برای افراد راحت‌تر است. HbA1c این مزایا را دارد که نیازی به ناشتا بودن نیست و نتایج پایدارتر است، اما این عیب را هم دارد که این آزمایش نسبت به اندازه‌گیری گلوکز خون پرهزینه‌تر است. تخمین زده می‌شود که ۲۰ درصد از افراد مبتلا به دیابت در ایالات متحده متوجه نمی‌شوند که به این بیماری مبتلا هستند.
دیابت نوع ۲ با گلوکز خون بالا در زمینه مقاومت به انسولین و کمبود نسبی انسولین مشخص می‌شود. این برخلاف دیابت نوع ۱ است که در آن کمبود مطلق انسولین به دلیل تخریب سلول‌های جزایر لانگرهانس در لوزالمعده و دیابت بارداری که شروع جدیدی از قند خون بالا مرتبط با بارداری است، وجود دارد. دیابت نوع ۱ و نوع ۲ معمولاً بر اساس شرایط موجود قابل تشخیص است. اگر تشخیص مشکوک باشد، آزمایش پادتن ممکن است برای تأیید دیابت نوع ۱ و سطوح پپتید C برای تأیید دیابت نوع ۲ مفید باشند. سطوح سی-پپتید طبیعی یا بالا در دیابت نوع ۲، اما در نوع ۱ دیابت پایین است.

## غربالگری
غربالگری جهانی دیابت در افراد بدون عوامل خطر یا علائم توصیه نمی‌شود. انجام غربالگری توسط سازمان جهانی بهداشت، کارگروه خدمات پیشگیرانه ایالات متحده (USPSTF) و انجمن دیابت آمریکا برای بزرگسالان پرخطر توصیه می‌شود. عوامل خطر در نظر گرفته شده توسط USPSTF شامل بزرگسالان بالای ۳۵ سال که دارای اضافه وزن یا چاقی بوده و بزرگسالان بدون علائم که فشار خون آنها بیش از ۸۰/۱۳۵ میلی‌متر جیوه است، می‌شود. برای کسانی که فشار خونشان کمتر است، شواهد برای توصیه موافق یا مخالف بودن در مورد غربالگری کافی نیست.انجمن دیابت آمریکا غربالگری را برای بزرگسالان با شاخص توده بدنی (BMI) بالای ۲۵ توصیه می‌کند. برای افراد آسیایی‌تبار، اگر BMI بالای ۲۳ دارند، انجام غربالگری توصیه می‌شود. دیگر گروه‌های پرخطر شامل افراد دارای بستگان درجه یک مبتلا به دیابت؛ برخی از گروه‌های قومی، از جمله اسپانیایی‌ها، آفریقایی-آمریکایی‌ها، و بومیان آمریکایی؛ داشتن سابقه دیابت بارداری؛ سندرم تخمدان پلی‌کیستیک؛ اضافه وزن؛ و شرایط مرتبط با سندرم متابولیک، هستند. شواهدی وجود ندارد که غربالگری خطر مرگ را تغییر می‌دهد و سود غربالگری روی عوارض جانبی، بروز دیابت نوع ۲، HbA1c یا اثرات اجتماعی-اقتصادی مشخص نیست.
در بریتانیا، دستورالعمل‌های NICE پیشنهاد می‌کنند برای افرادی با شاخص توده بدنی BMI)) ۳۰ یا بیشتر، اقدامی برای پیشگیری از ابتلا به دیابت انجام شود. برای افراد سیاه‌پوست آفریقایی، آفریقایی-کارائیب، آسیای جنوبی و چینی، توصیه برای شروع پیشگیری از BMI ۲۷٫۵ شروع می‌شود. یک مطالعه بر اساس نمونه بزرگی از مردم در انگلستان نشان می‌دهد BMI حتی پایین‌تر برای گروه‌های قومی خاص برای شروع پیشگیری، به عنوان مثال ۲۴ در جنوب آسیا و ۲۱ در جمعیت بنگلادشی، الزامی است.

## پیشگیری
شروع دیابت نوع ۲ را می‌توان از طریق تغذیه مناسب و ورزش منظم به تأخیر انداخت یا از آن پیشگیری کرد. اقدامات شدید سبک زندگی ممکن است خطر را به نصف کاهش دهند. فواید ورزش بدون توجه به وزن اولیه یا کاهش وزن بعدی فرد رخ می‌دهد. سطوح بالای فعالیت بدنی خطر ابتلا به دیابت را تا حدود ۲۸ درصد کاهش می‌دهد. با این حال، شواهد مربوط به مزایای تغییرات رژیم غذایی به تنهایی محدود است، با برخی شواهد برای رژیم غذایی سرشار از سبزیجات برگ سبزو برخی برای محدود کردن مصرف نوشیدنی‌های شیرین. ارتباطی بین مصرف بیشتر آب میوه‌های شیرین شده با قند و دیابت وجود دارد، اما شواهدی مبنی بر ارتباط با آب‌میوه ۱۰۰ درصد در دست نیست. یک بررسی در سال ۲۰۱۹ شواهدی را مبنی بر فواید فیبر غذایی پیدا کرد.
در افراد مبتلا به اختلال تحمل گلوکز، یک بررسی سیستماتیک در سال ۲۰۱۹ شواهدی را با کیفیت متوسط پیدا کرد که نشان می‌دهد متفورمین در مقایسه با رژیم غذایی و ورزش یا مداخله دارونما، خطر ابتلا به دیابت نوع ۲ را به تأخیر می‌اندازد یا کاهش می‌دهد. همین بررسی شواهدی را با کیفیت متوسط پیدا کرد که متفورمین در مقایسه با رژیم غذایی و ورزش شدید، خطر ابتلا به دیابت نوع ۲ را کاهش نمی‌دهد، و همچنین شواهدی با کیفیت بسیار پایین نشان می‌دهد که ترکیب متفورمین با رژیم غذایی فشرده و ورزش به نظر نمی‌رسد که هیچ‌گونه اثری نداشته باشد. این مرور سیستماتیک فقط یک کارآزمایی مناسب را یافت که متفورمین را با سولفونیل‌اوره در کاهش خطر ابتلا به دیابت نوع ۲ مقایسه کرد، اما هیچ پیامد مرتبط با بیمار را نشان نداد.
یک مرور سیستماتیک کاکرین اثر مهارکننده‌های آلفا گلوکوزیداز را در افراد مبتلا به اختلال تحمل گلوکز، اختلال در گلوکز خون ناشتا، افزایش هموگلوبین گلیکوزیله (HbA1c) ارزیابی کرد. هیچ شواهد قطعی مبنی بر اینکه آکاربوز در مقایسه با رژیم غذایی و ورزش، متفورمین، دارونما، و عدم مداخله باعث بهبود مرگ‌ومیر ناشی از همه علل، کاهش یا افزایش خطر مرگ‌ومیر قلبی‌عروقی، عوارض جانبی جدی یا غیرجدی، سکته مغزی غیرکشنده، نارسایی مزمن قلب، یا سکته قلبی غیر کشنده می‌شود، وجود نداشت. همان بررسی نشان داد که هیچ شواهد قطعی مبنی بر اینکه گلیبوز در مقایسه با رژیم غذایی و ورزش یا دارونما باعث کاهش بروز دیابت نوع ۲ یا هر یک از پیامدهای اندازه‌گیری شده دیگر می‌شود، وجود ندارد.
یک بررسی در سال ۲۰۱۷ نشان داد که تغییرات طولانی مدت در سبک زندگی خطر را تا ۲۸ درصد کاهش می‌دهد، در حالی که مصرف دارو خطر را پس از ترک کاهش نمی‌دهد. در حالی که سطوح پایین ویتامین دی با افزایش خطر ابتلا به دیابت مرتبط است، اصلاح سطوح با مکمل ویتامین D3 این خطر را بهبود نمی‌بخشد.

## مدیریت درمانی
مدیریت دیابت نوع ۲ بر مداخلات سبک زندگی، کاهش دیگر عوامل خطر قلبی‌عروقی و حفظ سطح گلوکز خون در محدوده طبیعی تمرکز دارد. نظارت بر گلوکز خون برای افراد مبتلا به دیابت نوع ۲ که به تازگی تشخیص داده شده، ممکن است همراه با آموزش مورد استفاده قرار گیرد، اگرچه مزیت خود-نظارتی در افرادی که از انسولین استفاده نمی‌کنند، مشکوک است. در کسانی که نمی‌خواهند سطح خون را اندازه‌گیری کنند، ممکن است اندازه‌گیری سطح ادرار انجام شود. مدیریت دیگر عوامل خطر قلبی‌عروقی، مانند فشار خون بالا، کلسترول بالا، و میکروآلبومینوری (دفع پروتئین آلبومین در ادرار)، امید به زندگی فرد را بهبود می‌بخشد. کاهش فشار خون سیستولیک به کمتر از ۱۴۰ میلی‌متر جیوه با خطر کمتر مرگ و پیامدهای بهتر همراه است. مدیریت فشرده فشار خون (کمتر از ۸۰/۱۳۰ میلی‌متر جیوه) برخلاف مدیریت استاندارد فشار خون (کمتر از ۱۴۰–۱۶۰ میلی‌متر جیوه سیستولیک تا ۸۵–۱۰۰ میلی‌متر جیوه دیاستولیک) منجر به کاهش جزئی در خطر سکته مغزی می‌شود اما تأثیری بر خطر کلی مرگ ندارد.
به نظر نمی‌رسد کاهش شدید قند خون (HbA1c<۶ درصد) در مقایسه با کاهش استاندارد قند خون (HbA1c ۷–۷٫۹ درصد) باعث تغییر نرخ مرگ‌ومیر شود. هدف درمان معمولاً HbA1c ۷ تا ۸ درصد یا گلوکز ناشتا کمتر از ۷٫۲ میلی‌مول در لیتر (۱۳۰ میلی‌گرم در دسی‌لیتر) است. با این حال، این اهداف ممکن است پس از مشاوره بالینی حرفه‌ای، با در نظر گرفتن خطرات خاص هیپوگلیسمی (کاهش قند خون) و امید به زندگی، تغییر کنند. هیپوگلیسمی با پیامدهای نامطلوب در افراد مسن مبتلا به دیابت نوع ۲ همراه است. علی‌رغم دستورالعمل‌هایی که توصیه می‌کنند کنترل شدید قند خون مبتنی بر متعادل کردن آسیب‌های فوری با مزایای بلندمدت باشد، بسیاری از افراد - برای مثال افرادی با امید به زندگی کمتر از ۹ سال که سودی نخواهند برد، بیش از حد درمان می‌شوند.
توصیه می‌شود که همه افراد مبتلا به دیابت نوع ۲ به‌طور منظم معاینه چشمی را انجام دهند. شواهدی با کیفیت متوسط وجود دارد که نشان می‌دهد درمان بیماری لثه با جرم‌گیری و صاف کردن ریشه منجر به بهبود سطح قند خون در افراد مبتلا به دیابت می‌شود.

### سبک زندگی

#### ورزش
پیروی از رژیم غذایی مناسب و ورزش منظم پایه‌های مراقبت از دیابت هستند، که یک بررسی نشان می‌دهد انجام بیشتر ورزش پیامدها را بهبود می‌بخشد. ورزش منظم ممکن است کنترل قند خون را بهبود بخشد، محتوای چربی بدن را کاهش دهد و سطح چربی خون را کاهش دهد.

#### رژیم غذایی
رعایت یک رژیم غذایی دیابتی که شامل محدودیت کالری برای کاهش وزن است، به‌طور کلی توصیه می‌شود. حدود ۸۰ درصد از افراد چاق مبتلا به دیابت نوع ۲ در صورت کاهش وزن حداقل ۱۵ کیلوگرمی بدون نیاز به دارو به بهبودی کامل می‌رسند. , اما اکثر بیماران قادر به کاهش وزن قابل توجه یا حفظ آن نیستند. حتی کاهش وزن کم می‌تواند باعث بهبود قابل توجهی در کنترل قند خون شود و نیاز به دارو را کاهش دهد.
چندین رژیم غذایی مانند رویکردهای غذایی برای توقف فشار خون بالا (DASH)، رژیم مدیترانه‌ای، رژیم غذایی کم‌چرب یا رژیم‌های کربوهیدراتی تحت نظارت مانند رژیم کم کربوهیدرات ممکن است مؤثر باشند. توصیه‌های دیگر شامل تأکید بر مصرف میوه‌ها، سبزیجات، کاهش چربی اشباع‌شده و محصولات لبنی کم‌چرب، و مصرف درشت‌مغذی‌ها متناسب با فرد، برای توزیع کالری و کربوهیدرات‌ها در طول روز است. یک بررسی در سال ۲۰۲۱ نشان داد که مصرف آجیل درختی (گردوها، بادام‌ها و فندق‌ها) باعث کاهش گلوکز خون ناشتا در افراد دیابتی می‌شود. از سال ۲۰۱۵، داده‌های کافی برای توصیه به عدم مصرف شیرین‌کننده‌های غیر مغذی وجود دارد، که ممکن است به کاهش دریافت کالری کمک کنند. مصرف زیاد کربوهیدرات‌های قابل دسترسی میکروبیوتا می‌تواند به کاهش اثرات D2T کمک کند. استفاده از مکمل‌های فیبر چسبناک ممکن است در افراد مبتلا به دیابت مفید باشند.
آموزش فرهنگی مناسب ممکن است به افراد مبتلا به دیابت نوع ۲ کمک کند تا سطوح قند خون خود را تا ۲۴ ماه کنترل کنند. شواهد کافی برای تعیین اینکه آیا بهبود سبک زندگی بر مرگ و میر افرادی که قبلاً دیابت نوع ۲ دارند، تأثیر می‌گذارد یا خیر وجود ندارد.

#### مدیریت استرس
اگرچه استرس روانی به عنوان یک عامل خطر برای دیابت نوع ۲ شناخته شده است، تأثیر مداخلات مدیریت استرس بر پیشرفت بیماری ثابت نشده است. یک مطالعه مروری کاکرین برای ارزیابی اثرات مداخلات مبتنی بر ذهن‌آگاهی برای بزرگسالان مبتلا به دیابت نوع ۲در حال انجام است.

### داروها

قرص متفورمین ۵۰۰ میلی‌گرم

#### کنترل قند خون
دسته‌های مختلفی از داروهای ضددیابت در دسترس هستند. متفورمین به‌طور کلی به عنوان خط اول درمان توصیه می‌شود زیرا شواهدی وجود دارد که مرگ‌ومیر را کاهش می‌دهد. با این حال، این نتیجه‌گیری مورد تردید است.متفورمین نباید در افرادی که مشکلات کلیوی یا کبدی شدید دارند، استفاده شود. انجمن دیابت آمریکا و انجمن اروپایی مطالعه دیابت استفاده از آگونیست GLP-1 یا مهارکننده SGLT2 را به عنوان اولین درمان در بیمارانی که دارای یا در معرض خطر بالای بیماری قلبی عروقی آترواسکلروتیک، نارسایی قلبی یا بیماری کلیوی هستند، توصیه می‌کنند. هزینه بالاتر این داروها در مقایسه با متفورمین، استفاده از آنها را محدود کرده است.
اگر متفورمین پس از سه ماه کافی نباشد، ممکن است یک داروی خوراکی دیگر از کلاس دیگر یا انسولین اضافه شود. دسته‌های دیگر داروها عبارتند از: سولفونیل‌اوره‌ها، تیازولیدین‌دیون‌ها، مهارکننده‌های دی‌پپتیدیل پپتیداز-۴، مهارکننده‌های SGLT2، و آنالوگ‌های پپتید-۱ شبه گلوکاگون. یک بررسی در سال ۲۰۱۸ نشان داد که مهارکننده‌های SGLT2 و آگونیست‌های GLP-1، اما نه مهارکننده‌های DPP-4، با مرگ‌ومیر کمتری نسبت به دارونما یا عدم درمان مرتبط بودند. روسی‌گلیتازون، یک تیازولیدین دیون، با وجود اینکه سطح قند خون را بهبود می‌بخشد، نتایج طولانی مدت را بهبود نمی‌بخشد. علاوه بر این با افزایش نرخ بیماری قلبی و مرگ همراه است.
تزریق انسولین ممکن است به داروهای خوراکی اضافه شده یا به تنهایی استفاده شود. اکثر بیماران در ابتدا به انسولین نیاز ندارند. هنگامی که از آن استفاده می‌شود، یک فرمول طولانی‌اثر معمولاً در شب اضافه شده و داروهای خوراکی ادامه می‌یابند. سپس دوزها برای اثرگذاری افزایش می‌یابند (سطح قند خون به خوبی کنترل می‌شود). هنگامی که انسولین شبانه کافی نیست، انسولین دو بار در روز ممکن است به کنترل بهتری دست یابد. انسولینهای طولانی‌اثر گلارژین و دتمیر به همان اندازه ایمن و مؤثر هستند، و خیلی بهتر از انسولین پروتامین خنثی هاگدورن (NPH) به نظر نمی‌رسند، اما از آنجایی که به‌طور قابل‌توجهی گران‌تر هستند، از سال ۲۰۱۰ مقرون‌به‌صرفه نبودند. در بیماران باردار، انسولین به‌طور کلی درمان انتخابی است.

#### کاهش فشار خون
بسیاری از دستورالعمل‌های بین‌المللی اهداف درمانی فشار خون را که کمتر از ۹۰/۱۴۰ میلی‌متر جیوه هستند برای افراد مبتلا به دیابت توصیه می‌کنند. با این حال، تنها شواهد محدودی در مورد اینکه اهداف پایین‌تر باید چه باشند، وجود دارد. یک بررسی سیستماتیک در سال ۲۰۱۶ آسیب احتمالی را برای درمان اهداف کمتر از ۱۴۰ میلی‌متر جیوه نشان داد، و یک بررسی بعدی در سال ۲۰۱۹ هیچ شواهدی را مبنی بر مزایای اضافی کاهش فشار خون بین ۱۳۰ تا ۱۴۰ میلی‌متر جیوه به دست نیاورد، اگرچه خطر بروز عوارض جانبی افزایش یافت.
توصیه‌های انجمن دیابت آمریکا در سال ۲۰۱۵ این است که افراد مبتلا به دیابت و آلبومینوری باید یک مهارکننده سیستم رنین-آنژیوتانسین دریافت کنند تا خطر پیشرفت به مرحله نهایی بیماری کلیوی، حوادث قلبی‌عروقی و مرگ را کاهش دهد. توصیه‌های انجمن دیابت آمریکا در سال ۲۰۱۵ این است که افراد مبتلا به دیابت و آلبومینوری باید یک مهارکننده سیستم رنین-آنژیوتانسین دریافت کنند تا خطر پیشرفت به مرحله نهایی بیماری کلیوی، حوادث قلبی‌عروقی و مرگ را کاهش دهد. شواهدی وجود دارد که مهارکننده‌های آنزیم مبدل آنژیوتانسین (ACEIs) نسبت به دیگر مهارکننده‌های سیستم رنین-آنژیوتانسین مانند مسدودکننده‌های گیرنده آنژیوتانسین (ARBs) یا آلیسکیرن در پیشگیری از بیماری‌های قلبی‌عروقی برتری دارند. اگرچه یک بررسی جدیدتر اثرات مشابهی را از ACEIs و ARBs بر پیامدهای اصلی قلبی‌عروقی و کلیوی نشان داد. هیچ شواهدی وجود ندارد مبنی بر اینکه ترکیب ACEI و ARB فواید بیشتری را ارائه می‌دهد.

#### دیگر داروها
استفاده از آسپرین برای پیشگیری از بیماری‌های قلبی‌عروقی در دیابت بحث‌برانگیز است. آسپرین در افرادی که در معرض خطر بالای بیماری قلبی‌عروقی هستند توصیه می‌شود، با این حال استفاده روتین از آسپرین برای بهبود پیامدها در دیابت بدون عارضه توصیه نمی‌شود توصیه‌های انجمن دیابت آمریکا در سال ۲۰۱۵ برای استفاده از آسپرین (براساس اجماع کارشناسان یا تجربه بالینی) این است که مصرف آسپرین با دوز پایین در بزرگسالان مبتلا به دیابت که در معرض خطر متوسط بیماری قلبی‌عروقی هستند، معقول است (خطر ۱۰ ساله بیماری قلبی‌عروقی، ۵–۱۰ درصد).
مصرف مکمل ویتامین دی برای افراد مبتلا به دیابت نوع ۲ ممکن است نشانگرهای مقاومت به انسولین و HbA1c را بهبود بخشد.
به اشتراک گذاشتن پرونده الکترونیک سلامت خود با افرادی که دیابت نوع ۲ دارند به آنها کمک می‌کند تا سطح قند خون خود را کاهش دهند. این راهی برای کمک به مردم برای درک وضعیت سلامتی خود و مشارکت فعال آنها در مدیریت آن است.

### عمل جراحی
جراحی کاهش وزن در افرادی که چاق هستند یک اقدام مؤثر برای درمان دیابت است. بسیاری از آنها می‌توانند سطح قند خون را با مقدار کم دارو یا بدون دارو پس از جراحی حفظ کنند و مرگ‌ومیر طولانی‌مدت کاهش می‌یابد. با این حال، خطر مرگ‌ومیر کوتاه‌مدت کمتر از ۱ درصد از جراحی وجود دارد. محدودیت‌های شاخص توده بدنی برای زمانی که جراحی مناسب است هنوز مشخص نیست. توصیه می‌شود که این گزینه در افرادی که قادر به کنترل وزن و قند خون خود نیستند، در نظر گرفته شود.

## همه‌گیرشناسی

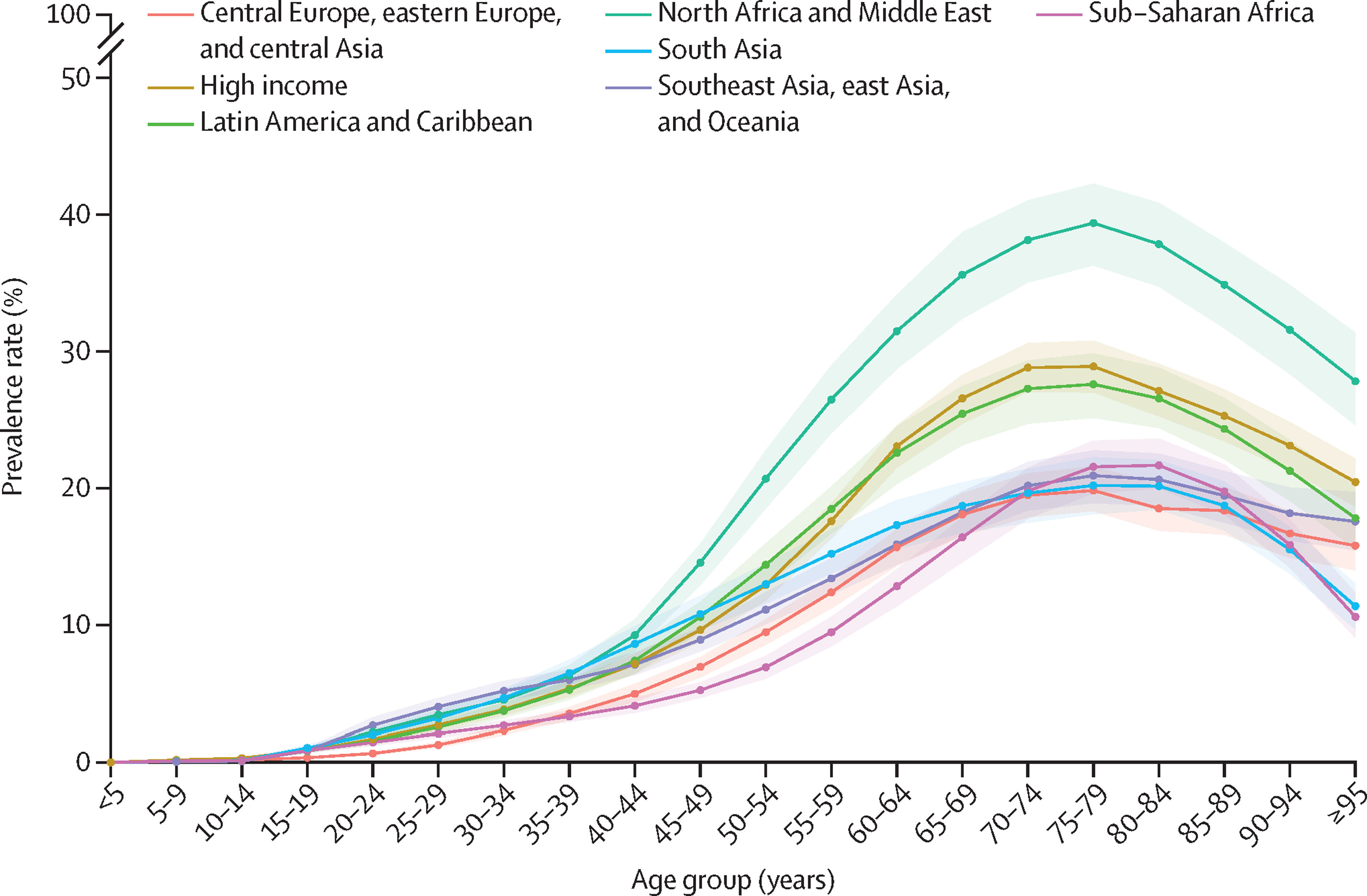
شیوع دیابت کل بر اساس سن و بار جهانی بیماری فرا منطقه در سال ۲۰۲۱

فدراسیون بین‌المللی دیابت تخمین می‌زند که نزدیک به ۵۳۷ میلیون نفر در سراسر جهان در سال ۲۰۲۱ با دیابت زندگی می‌کردند، , ۹۰–۹۵ درصد از آنها دیابت نوع ۲ دارند. دیابت هم در کشوهای توسعه‌یافته و هم در کشوهای در حال توسعه رایج است.
برخی از گروه‌های قومی مانند آسیاهای جنوبی، ساکنان جزایر اقیانوس آرام، لاتین‌تبارها و بومیان آمریکا در معرض خطر بیشتری هستند. دیابت نوع ۲ در افراد با وزن طبیعی ۶۰ تا ۸۰ درصد از کل موارد را در برخی از کشورهای آسیایی تشکیل می‌دهد. مکانیسم ایجاد دیابت در افراد غیر چاق به خوبی شناخته نشده است.
نرخ دیابت در سال ۱۹۸۵ حدود ۳۰ میلیون نفر تخمین زده شد که به ۱۳۵ میلیون در سال ۱۹۹۵ و ۲۱۷ میلیون در سال ۲۰۰۵ افزایش یافت. اعتقاد بر این است که این افزایش در درجه اول به دلیل پیری جمعیت جهان، کاهش ورزش و افزایش نرخ چاقی است. به‌طور سنتی بیماری بزرگسالان در نظر گرفته می‌شود، دیابت نوع ۲ به موازات افزایش نرخ چاقی به‌طور فزاینده ای در کودکان تشخیص داده می‌شود. پنج کشور با بیشترین تعداد افراد مبتلا به دیابت تا سال ۲۰۰۰ عبارتند از: هند با ۳۱٫۷ میلیون، چین ۲۰٫۸ میلیون، ایالات متحده با ۱۷٫۷ میلیون، اندونزی ۸٫۴ میلیون و ژاپن ۶٫۸ میلیون. این بیماری توسط سازمان بهداشت جهانی به عنوان یک اپیدمی جهانی شناخته شده است.

## تاریخ
دیابت یکی از اولین بیماری‌هایی است که با نسخه خطی مصری از قرن بیستم(۱۵۰۰ سال قبل از میلاد) توصیف شده است. اعتقاد بر این است که اولین موارد توصیف شده مربوط به دیابت نوع۱ است. پزشکان هندی با ذکر «تخلیه بیش از حد ادرار»، بیماری را شناسایی کردند و آن را به عنوان دیابت یا ادرار عسل طبقه‌بندی کرده و متذکر شدند که ادرار مورچه‌ها را جذب می‌کند. اصطلاح «دیابت» یا «عبور» برای اولین بار در سال ۲۳۰ قبل از میلاد توسط آپولونیوس ممفیتس یونانی استفاده شد. این بیماری در زمان امپراتوری روم نادر بود و جالینوس اظهار داشت که او فقط دو مورد را در طول حرفه خود دیده است.
دیابت نوع ۱ و نوع ۲ برای اولین بار توسط پزشکان هندی، سوشروتا و کاراکا، در ۴۰۰ تا ۵۰۰ سال پس از میلاد به عنوان بیماری‌های جداگانه شناسایی شدند که نوع ۱ مرتبط با جوانی و نوع ۲ با اضافه وزن بود. درمان مؤثر تا قبل از اوایل قرن بیستم زمانی که کانادایی‌ها، فردریک بنتینگ و چارلز بست، انسولین را در سال‌های ۱۹۲۱و ۱۹۲۲ کشف کردند، وجود نداشت. این امر با توسعه انسولین NPH طولانی‌اثر در دهه ۱۹۴۰ دنبال شد.
در سال ۱۹۱۶، الیوت جاسلین پیشنهاد کرد که در افراد مبتلا به دیابت، دوره‌های روزه‌داری مفید است. تحقیقات بعدی این موضوع را تأیید کرده است و کاهش وزن اولین خط درمان در دیابت نوع ۲ است.

## پژوهش
محققان امتیاز شدت دیابت (DISSCO) را توسعه دادند، ابزاری که ممکن است بهتر از آزمایش خون استاندارد تشخیص دهد که وضعیت یک فرد در حال بهبود است یا خیر. این شاخص از یک الگوریتم رایانه‌ای برای تجزیه‌وتحلیل داده‌های سوابق الکترونیکی بیماران ناشناس استفاده می‌کند و امتیازی را بر اساس ۳۴ شاخص ایجاد می‌کند.

### آثار ذکر شده
- Kahn CR, Ferris HA, O'Neill BT (2020). "Pathophysiology of Type 1 Diabetes Mellitus". Williams Textbook of Endocrinology (14 ed.). Elsevier. pp. 1349–1370.
- International Diabetes Federation (2021). IDF Diabetes Atlas (PDF) (10 ed.). International Diabetes Federation. ISBN 9782930229980. Retrieved 18 March 2022.